# Trafikplats Odenskog
Trafikplats Odenskog är en trafikplats i form av en cirkulationsplats i skilda plan med anslutande ramper där Stuguvägen (Länsväg Z 605.01), Hagvägen respektive Riksväg 87 ansluter mot Europaväg 14 och Europaväg 45.
Trafikplatsen är uppkallad efter den närliggande stadsdelen Odenskog och blev i sin nuvarande form till i samband med anläggandet av den andra etappen av förbifarten utanför Östersund. Innan dess har Stuguvägen både utgjort en del av Riksväg 87 samt, efter öppnandet av förbifartens första etapp, en del av Europaväg 14 (tidigare Europaväg 75) respektive Riksväg 45 (nuvarande Europaväg 45).
Lillänge köpcentrum ligger i nära anslutning till trafikplatsen.